# Kids' Choice Awards 2015
La 27ª edizione dei Nickelodeon Kids' Choice Awards si è svolta il 28 marzo 2015 presso il Forum di Inglewood in California, è stata presentata dal cantante Nick Jonas e trasmessa in diretta dalle reti televisive di Nickelodeon USA.
Le candidature sono state annunciate il 20 febbraio 2015.
Nel corso della premiazione si esibiscono il cantante Nick Jonas, con i singoli "Chains" e "Jealous", il gruppo 5 Seconds of Summer con il brano "What I Like About You" e la rapper Iggy Azalea con la partecipazione della cantante Jennifer Hudson nell'esibizione del brano "Trouble".

## Candidature USA
I vincitori sono indicati in grassetto, a seguire gli altri candidati.

### Film

#### Film preferito
- Hunger Games: Il canto della rivolta - Parte 1 (The Hunger Games: Mockingjay - Part 1)
- Guardiani della Galassia (Guardians of the Galaxy)
- Maleficent
- Tartarughe Ninja (Teenage Mutant Ninja Turtles)
- The Amazing Spider-Man 2 - Il potere di Electro (The Amazing Spider-Man 2)
- Transformers 4 - L'era dell'estinzione (Transformers: Age of Extinction)

#### Attore cinematografico preferito
- Ben Stiller - Notte al museo 3 - Il segreto del faraone (Night at the Museum: Secret of the Tomb)
- Hugh Jackman - X-Men - Giorni di un futuro passato (X-Men: Days of Future Past)
- Jamie Foxx - The Amazing Spider-Man 2 - Il potere di Electro (The Amazing Spider-Man 2)
- Mark Wahlberg - Transformers 4 - L'era dell'estinzione (Transformers: Age of Extinction)
- Steve Carell - Una fantastica e incredibile giornata da dimenticare (Alexander and the Terrible, Horrible, No Good, Very Bad Day)
- Will Arnett - Tartarughe Ninja (Teenage Mutant Ninja Turtles) e The LEGO Movie

#### Attrice cinematografica preferita
- Emma Stone - The Amazing Spider-Man 2 - Il potere di Electro (The Amazing Spider-Man 2)
- Angelina Jolie - Maleficent
- Cameron Diaz - Annie - La felicità è contagiosa (Annie)
- Elle Fanning - Maleficent
- Jennifer Garner - Una fantastica e incredibile giornata da dimenticare (Alexander and the Terrible, Horrible, No Good, Very Bad Day)
- Megan Fox - Tartarughe Ninja (Teenage Mutant Ninja Turtles)

#### Attore d'azione preferito
- Liam Hemsworth - Hunger Games: Il canto della rivolta - Parte 1 (The Hunger Games: Mockingjay - Part 1)
- Andrew Garfield - The Amazing Spider-Man 2 - Il potere di Electro (The Amazing Spider-Man 2)
- Channing Tatum - Jupiter - Il destino dell'universo (Jupiter Ascending)
- Chris Evans - Captain America: The Winter Soldier
- Chris Pratt - Guardiani della Galassia (Guardians of the Galaxy)
- Hugh Jackman - X-Men - Giorni di un futuro passato (X-Men: Days of Future Past)

#### Attrice d'azione preferita
- Jennifer Lawrence - X-Men - Giorni di un futuro passato (X-Men: Days of Future Past) e Hunger Games: Il canto della rivolta - Parte 1 (The Hunger Games: Mockingjay - Part 1)
- Ellen Page - X-Men - Giorni di un futuro passato (X-Men: Days of Future Past)
- Evangeline Lilly - Lo Hobbit - La battaglia delle cinque armate (The Hobbit: The Battle of the Five Armies)
- Halle Berry - X-Men - Giorni di un futuro passato (X-Men: Days of Future Past)
- Scarlett Johansson - Captain America: The Winter Soldier
- Zoe Saldana - Guardiani della Galassia (Guardians of the Galaxy)

#### Film d'animazione preferito
- Big Hero 6
- Dragon Trainer 2 (How to Train Your Dragon 2)
- The LEGO Movie
- I pinguini di Madagascar (Penguins of Madagascar)
- Rio 2 - Missione Amazzonia (Rio 2)
- SpongeBob - Fuori dall'acqua (The SpongeBob Movie: Sponge Out of Water)

#### Cattivo preferito
- Angelina Jolie - Maleficent
- Cameron Diaz - Annie - La felicità è contagiosa (Annie)
- Jamie Foxx - The Amazing Spider-Man 2 - Il potere di Electro (The Amazing Spider-Man 2)
- Lee Pace - Guardiani della Galassia (Guardians of the Galaxy)
- Meryl Streep - Into the Woods
- Donald Sutherland - Hunger Games: Il canto della rivolta - Parte 1 (The Hunger Games: Mockingjay - Part 1)

### Televisione

#### Programma TV per ragazzi preferito
- Austin & Ally
- Dog with a Blog
- Emma una strega da favola (Every Witch Way)
- Henry Danger
- Jessie

#### Programma TV per famiglie preferito
- Modern Family
- Agents of S.H.I.E.L.D.
- The Big Bang Theory
- The Flash
- Gotham
- C'era una volta (Once Upon a Time)
- Nicky, Ricky, Dicky & Dawn

#### Attore TV preferito
- Ross Lynch - Austin & Ally
- Jack Griffo - I Thunderman (The Thundermans)
- Grant Gustin - The Flash
- Benjamin Flores Jr. - I fantasmi di casa Hathaway - (The Haunted Hathaways)
- Charlie McDermott - The Middle
- Jim Parsons - The Big Bang Theory

#### Attrice TV preferita
- Laura Marano - Austin & Ally
- Chloe Bennet - Agents of S.H.I.E.L.D.
- Kira Kosarin  - I Thunderman (The Thundermans)
- Jennifer Morrison - C'era una volta (Once Upon a Time)
- Debby Ryan - Jessie
- Kaley Cuoco-Sweeting - The Big Bang Theory

#### Reality Show preferito
- Dance Moms
- American Ninja Warrior
- Cupcake Wars
- MasterChef Junior
- Shark Tank
- Wipeout

#### Cartone animato preferito
- SpongeBob (SpongeBob SquarePants)
- Adventure Time
- Due fantagenitori (The Fairly OddParents)
- Phineas e Ferb (Phineas and Ferb)
- Teenage Mutant Ninja Turtles - Tartarughe Ninja (Teenage Mutant Ninja Turtles)
- Teen Titans Go!

#### Talent Show preferito
- The Voice
- America's Got Talent
- America's Next Top Model
- American Idol
- Dancing with the Stars
- So You Think You Can Dance

### Musica

#### Band preferita
- One Direction
- Coldplay
- Fall Out Boy
- Imagine Dragons
- Maroon 5
- OneRepublic

#### Cantante uomo preferito
- Nick Jonas
- Bruno Mars
- Blake Shelton
- Sam Smith
- Justin Timberlake
- Pharrell Williams

#### Cantante donna preferita
- Selena Gomez
- Beyoncé
- Ariana Grande
- Nicki Minaj
- Katy Perry
- Taylor Swift

#### Canzone preferita dell'anno
- Bang Bang - Jessie J, Ariana Grande e Nicki Minaj
- All About That Bass - Meghan Trainor
- Dark Horse - Katy Perry feat. Juicy J
- Fancy - Iggy Azalea feat. Charli XCX
- Problem - Ariana Grande feat. Iggy Azalea
- Shake It Off - Taylor Swift

#### Stella nascente preferita
- Fifth Harmony
- 5 Seconds of Summer
- Echosmith
- Iggy Azalea
- Jessie J
- Meghan Trainor

### Altri

#### Libro preferito
- Saga Diario di una schiappa
- Trilogia di Divergent
- Colpa delle stelle
- Saga Eroi dell'Olimpo
- Il labirinto
- Percy Jackson racconta gli dei greci

#### Videogioco più avvincente
- Minecraft
- Angry Birds Transformers
- Candy Crush Saga
- Disney Infinity 2.0
- Mario Kart 8
- Skylanders: Trap Team

## Candidature internazionali

### Italia

#### Cantante preferito
- Dear Jack
- Annalisa
- Emis Killa
- Lorenzo Fragola

### Polonia

#### Celebrità preferita
- Dawid Kwiatkowski
- LemON
- Margaret
- Mrozu

### Portogallo

#### Cantante preferito
- D.A.M.A
- HMB
- No Stress
- Tom Enzy

### Francia

#### Cantante preferito
- Matt Pokora
- Kendji Girac
- Tal
- Indila

### Germania

#### Celebrità preferita
- Mandy Capristo
- Revolverheld
- Mario Götze
- Joko und Klaas

#### Videoblogger preferito
- Dagi Bee
- DieLochis
- BibisBeautyPalace
- Sami Slimani

### Paesi Bassi e Belgio

#### Celebrità preferita
La celebrità B-Brave viene proclamata vincitrice per il secondo anno di fila.
- B-Brave
- Hardwell
- Ian Thomas
- MainStreet

### Regno Unito

#### Esibizione musicale preferita
- One Direction
- Ed Sheeran
- Little Mix
- Jessie J

#### Celebrità animale preferita
- Prince Essex
- Pudsey the Dog
- Pippin & Percy
- Hot Lips

#### Celebrità del calcio preferita
- Alexis Sánchez
- Diego Costa
- Wayne Rooney
- Raheem Sterling

#### Mentore preferito
- TheDiamondMinecart
- Mr. Stampy Cat
- Spencer FC
- Sean Thorne

#### Innovazione preferita
- Rixton
- Ella Henderson
- Ella Eyre
- George Ezra

#### Famiglia di fan preferita
- Directioners (One Direction)
- Swifties (Taylor Swift)
- Vampettes (The Vamps)
- Arianators (Ariana Grande)

#### Vlogger preferito
- Zoella
- Niomi Smart
- Caspar Lee
- Alfie Deyes

### Russia

#### Celebrità dello sport preferita
- Yulia Lipnitskaya

#### Attore preferito
- Pavel Priluchny

#### Attrice preferita
- Anna Khilkevich

#### Innovazione preferita
- MBAND

#### Esercito di fan preferito
- Directioners (One Direction)

### Brasile

#### Artista preferito
- Luan Santana
- Anitta
- MC Gui
- Lucas Lucco

### Sud America

#### Artista preferito
- Dulce María (Messico)
- CD9 (Messico)
- Lali Esposito (Argentina)
- Maluma (Colombia)

### Asia

#### Celebrità asiatica preferita
- JKT48 (Indonesia)
- Jinnyboy (Malesia)
- Daniel Padilla (Filippine)
- Tosh Zhang (Singapore)

#### Celebrità cinese preferita
- Bibi Zhou
- Qi Wei
- Sean Zhang
- MAYDAY

### Australia e Nuova Zelanda

#### Scalpore d'Internet preferito
- Troye Sivan
- Jamie’s World
- Charli’s Crafty Kitchen
- Sarah Ellen
- DieselD199

#### Celebrità dello sport preferita
- Dan Carter
- Steve Smith
- Stephanie Gilmore
- Nick Kyrgios
- Sarah Walker

#### Esibizione musicale preferita
- 5 Seconds of Summer
- Sheppard
- Lorde
- Jamie McDell
- Iggy Azalea

#### Animale preferito
- Grumpy Cat
- Dr. Colosso
- Boo, il volpino di Pomerania
- Meredith Grey e Olivia Benson
- Munchkin, l'orsetto di peluche ("the Teddy Bear")

#### Esercito di fan preferito
- 5SOSFAM (5 Seconds of Summer)
- KATY CATS (Katy Perry)
- Arianators (Ariana Grande)
- Directioners (One Direction)
- Swifties (Taylor Swift)